# Feneryolu (Kadıköy)
Feneryolu è una  è una mahalle del distretto di Kadıköy, sul lato asiatico di Istanbul. Ha una stazione ed è uno dei quartieri più decorosi lungo Bağdat Caddesi. Si trova tra Kızıltoprak e Selamiçeşme (situati rispettivamente a Ovest e a Est) e tra le vie Ahmet Mithat Efendi e Cemil Topuzlu e la via Minibüs. (rispettivamente a Sud e a Nord)

## Storia
Con il completamento della ferrovia Haydarpaşa-İzmit nel 1870, sulla costa e intorno alla stazione si formarono dei sobborghi, dove vennero costruiti palazzi in legno situati in ampi giardini; Feneryolu è una di queste aree. Col tempo, con le restrizioni imposte all'uso del legno dall'amministrazione cittadina e la diffusione di materiali moderni, le case unifamiliari iniziarono a essere costruite con tecniche di costruzione in muratura o in cemento armato. Prima dell'intensa migrazione verso Istanbul, le case qui erano generalmente utilizzate come case estive. Dopo gli anni '60, è iniziata l'urbanizzazione e le case unifamiliari sono state sostituite da condomini con una media di 4 piani. Il quartiere di Feneryolu è uno spazio urbano in cui si possono leggere tutte le rotture spaziali degli ultimi cento anni e si possono vedere contemporaneamente gli esempi di diversi periodi che sono emersi da queste rotture. Nonostante tutto, alcune delle sue strade rimangono verdi. Oggi la sua popolazione è composta principalmente da studenti e pensionati. 

### La ferrovia di Feneryolu
Feneryolu ospitava anche un'antica linea ferroviaria. Inaugurata nel settembre 1872, questa linea partiva dalla stazione ferroviaria di Feneryolu, faceva una curva a Sabit Pazar, attraversava Baghdad Caddesi, correva adiacente al muro del grande giardino di Müşir Fuad Pascià e raggiungeva Fenerbahçe attraverso giardini e palazzi. Questa linea fu utilizzata per scopi militari soprattutto durante la Prima Guerra Mondiale. Nel 1934, la linea fu usata occasionalmente per scopi militari solo per il trasporto all'armeria costruita a Fenerbahçe. Nel marzo 1970, i binari, che esistevano da 98 anni, sono stati smantellati e rimossi perché la linea non era più in uso. La striscia di terrapieno su cui si trovavano i binari, che era leggermente più alta del livello della strada, fu portata al livello di quest'ultima.